# Alvorada do Gurguéia
Alvorada do Gurguéia är en kommun i Brasilien.   Den ligger i delstaten Piauí, i den östra delen av landet, 900 km nordost om huvudstaden Brasília. Antalet invånare är 5 051.
Omgivningarna runt Alvorada do Gurguéia är huvudsakligen savann. Trakten runt Alvorada do Gurguéia är nära nog obefolkad, med mindre än två invånare per kvadratkilometer.